# 1870 Glaukos
1870 Glaukos è un asteroide troiano di Giove del campo troiano. Scoperto nel 1971, presenta un'orbita caratterizzata da un semiasse maggiore pari a 5,2463869 UA e da un'eccentricità di 0,0321289, inclinata di 6,57617° rispetto all'eclittica.
L'asteroide è dedicato a Glauco, valoroso condottiero licio alleato di Priamo nella guerra di Troia.